# Megaselia apozona
Megaselia apozona är en tvåvingeart som beskrevs av Schmitz 1936. Megaselia apozona ingår i släktet Megaselia och familjen puckelflugor. Inga underarter finns listade i Catalogue of Life.